# Герб Великих Лучок
Герб Великих Лучок - є символом села Великі Лучки, Мукачівського району, Закарпатської області. 

## Опис
У 1880-х роках для містечка було затверджено герб, розроблений на основі символіки волосної печатки 1842 року. На його срібному тлі малювалися три зелені кукурудзяні стебла, які проростають із зеленої землі. Символіка старого містечкового герба Великих Лучок є унікальною не лише для української, а й для загальноєвропейської міської геральдики XIX століття, оскільки ця відзнака являла собою єдиний на той час у Європі випадок використання у гербовій емблематиці зображення кукурудзи, як зазначав відомий дослідник гербівництва Закарпаття Яків Штернберг.
Автор  «Международной символики и эмблематики» (опыт словаря), що вийшла в 1989 році, В. Похльобкін у словниковій статті про кукурудзу зазначає: «Кукурудза (кукурудзяний качан, стебло кукурудзи з плодом) — нова емблема, невідома, невживана у геральдиці і набула поширення лише після другої світової війни». Цісарська грамота з зображенням цього герба збереглася в Національного архіві Угорщини в Будапешті, де також можна знайти документи, які містять сажовий відтиск невідомої печаті Великих Лучок 1856 року.

## Історія
Специфічні умови соціально - економічного розвитку Великих Лучок одержали відображення і в емблематиці, в якій були чужі елементи феодальної геральдики. Будучи лібертінами (тобто вільними від феодальної експлуатації людьми) і залишаючись ними і після закріпачення, жителі Лучок самі вибрали собі геральдичний знак і зупинились вони на... кукурудзі, що давала тут високий урожай і була важливим джерелом доходів землевласників. Кукурудза поширилася в Закарпатській області з XVIII століття і дуже скоро стала улюбленою рослиною землеробів низинних районів.

## Джерело
https://web.archive.org/web/20120517182420/http://uagerb.com/
http://www.kolyba.org.ua/geraldika/2313-gerald9 [Архівовано 20 березня 2011 у Wayback Machine.]